# クロッコ (小惑星)
クロッコ (10606 Crocco) は小惑星帯に位置する小惑星。イタリア北部、ソルマーノのソルマーノ天文台でヴァルテル・ジュリアーニとフランチェスコ・マンカが発見した。
イタリアにおけるロケット工学のパイオニア、ガエターノ・アルトゥーロ・クロッコ（1877年 - 1968年）から命名された。